# Now Hear This
Now Hear This è un album di Duke Pearson, pubblicato dalla Blue Note Records nel 1969. Il disco fu registrato al Van Gelder Studio di Englewood Cliffs, New Jersey (Stati Uniti) nelle date indicate nella lista tracce.

## Tracce
Lato A
1. Disapproachment – 5:42 (Frank Foster) – Registrato il 3 dicembre 1968
2. I'm Tired Cryin' Over You – 3:40 (Buddy Johnson) – Registrato il 3 dicembre 1968
3. Tones for Joan's Bones – 5:30 (Chick Corea) – Registrato il 3 dicembre 1968
4. Amanda – 3:40 (Duke Pearson) – Registrato il 3 dicembre 1968
5. Dad Digs Mom (And Mom Digs Dad) – 2:45 (Duke Pearson) – Registrato il 3 dicembre 1968

Lato B
1. Minor League – 6:35 (Duke Pearson) – Registrato il 2 (o) 3 dicembre 1968
2. Here's That Rainy Day – 4:20 (Jimmy Van Heusen, Johnny Burke) – Registrato il 2 (o) 3 dicembre 1968
3. Make It Good – 5:40 (Duke Pearson) – Registrato il 3 dicembre 1968
4. The Days of Wine and Roses – 5:55 (Henry Mancini, Johnny Mercer) – Registrato il 2 (o) 3 dicembre 1968

- Una fonte[4] data la registrazione dei brani: B1, B2 e B4 il 2 dicembre 1968, un'altra fonte[5] indica il 3 dicembre come unica data d'incisione

## Musicisti
- Duke Pearson - pianoforte, arrangiamenti
- Randy Brecker - tromba
- Jim Bossy - tromba
- Burt Collins - tromba
- Joe Shepley - tromba
- Marvin Stamm - tromba
- Garnett Brown - trombone
- Jimmy Cleveland - trombone
- Benny Powell - trombone
- Kenny Rupp - trombone basso
- Jerry Dodgion - sassofono alto
- Al Gibbons - sassofono alto
- Lew Tabackin - sassofono tenore
- Frank Foster - sassofono tenore, arrangiamenti
- Pepper Adams - sassofono baritono
- Bob Cranshaw - contrabbasso
- Mickey Roker - batteria
- Andy Bey - voce (solo nel brano: I'm Tired Cryin' Over You)[5]